# Татиль (село)
Татиль (село) (таб. Тӏаттил) — село в Табасаранском районе Республики Дагестан (Россия). Входит в состав сельского поселения Сельсовет Хапильский.

## География
Село расположено в 5 км к северо-востоку от административного центра района — с. Хучни, на реке Рубас.

## Население
| 1895  | 1926 | 1939 | 1970 | 1989 | 2002  | 2010  |
| ----- | ---- | ---- | ---- | ---- | ----- | ----- |
| 181   | ↗361 | ↗380 | ↗860 | ↗871 | ↗1152 | ↘1132 |
| 2021  |      |      |      |      |       |       |
| ↗1168 |      |      |      |      |       |       |

## Инфраструктура

### Здравоохранение
- Фельдшерский пункт.[9]